# Révolte des bersagliers
La révolte des bersagliers est une émeute qui a éclaté en juin 1920 dans la caserne du régiment stationné à Ancône et s'est ensuite répandue dans toute la ville puis dans d'autres parties de l'Italie. Elle est à l'origine de l'abandon de l'occupation de l'Albanie par l'Italie.

## Contexte
Le soulèvement trouve son origine dans le refus d'un groupe de bersagliers de l'armée royale italienne de partir pour l'Albanie, où le corps expéditionnaire italien occupant le port de Valone nécessite des troupes en renfort, à cause de la ferme résistance albanaise et d'une épidémie de malaria. La révolte des soldats se transforme immédiatement en soulèvement populaire qui, d'Ancône, se répand dans d'autres villes du centre et du nord du pays. L'événement s'inscrit dans le contexte du biennio rosso, caractérisé par le violent affrontement politique entre les factions opposées. En tant que rébellion armée, c'est l'un des épisodes les plus significatifs du biennio. La nature de la révolte est déterminée par la forte présence anarchiste, républicaine et communiste dans la ville d'Ancône, comme en témoignent les fréquents séjours d'Errico Malatesta dans la cité.

## Déroulement

### Déclenchement

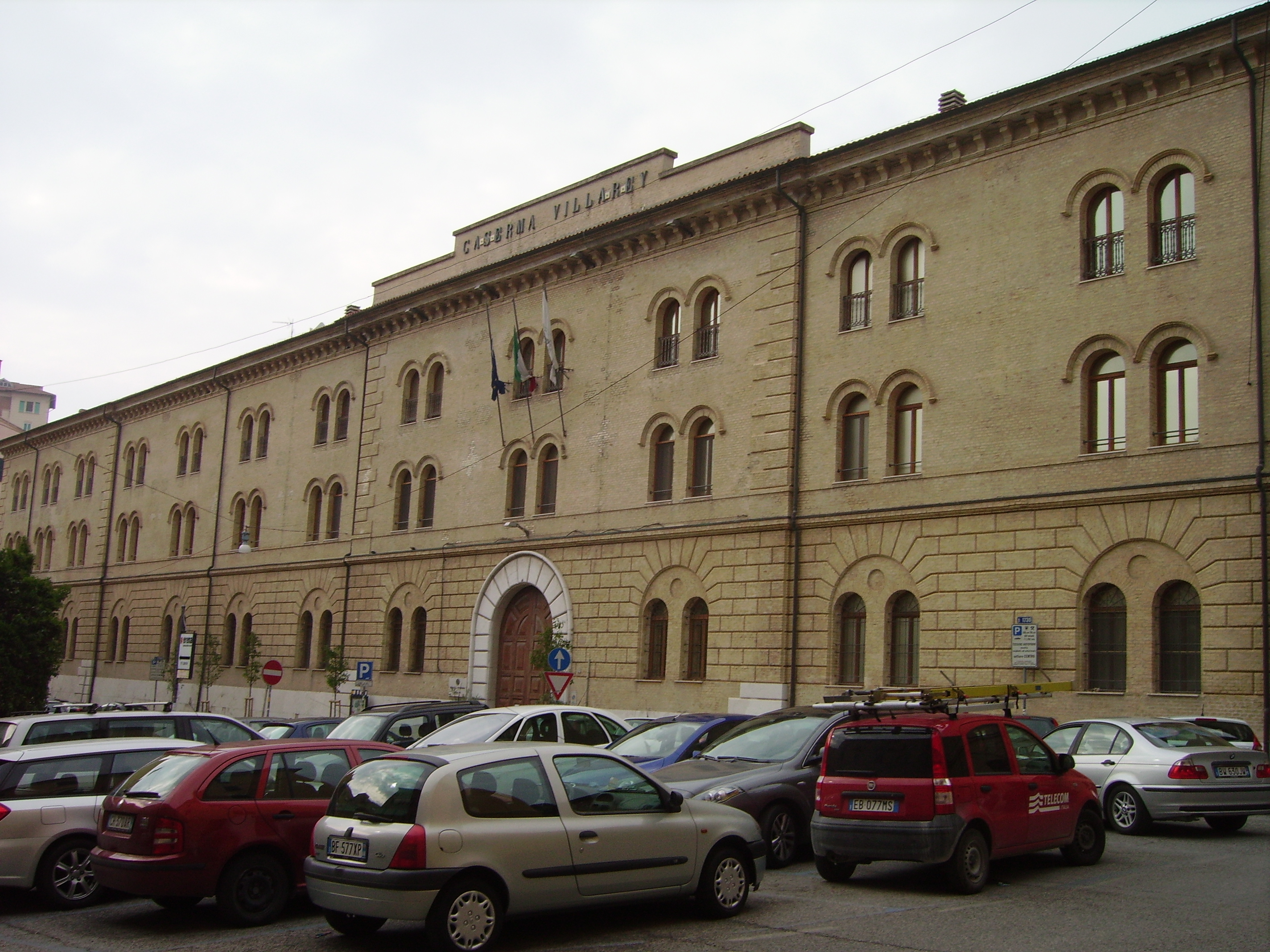
Le lieu d'origine de la révolte : la Caserne Villarey

À Ancône, à l'intérieur de la caserne Villarey, est stationné le 11e régiment de bersagliers (it). Durant la nuit du 25 au 26 juin 1920, les soldats prennent le contrôle de la caserne, désarmant leurs supérieurs : ils craignent d'être envoyés en Albanie où est en cours l'occupation italienne et où de violents affrontements opposent les troupes italiennes et albanaises. Les bersagliers de Villarey ont observé dans le port la présence du bateau à vapeur le Magyar et suspectent, à juste titre, son arrivée pour les transporter à Valone. Durant plusieurs jours, ils luttent contre les forces de police et de carabiniers que l'administration locale puis le gouvernement national envoient pour réprimer le soulèvement.
Pour la seconde fois, Ancône est le théâtre d'une révolte populaire avec des répercussions nationales. Les mouvements précédents, de 1914, sont connus sous le nom de semaine rouge.
Les bersagliers agissent de concert avec les organisations politiques anarchistes, républicaines et socialistes de la ville, qui propagent rapidement le soulèvement dans les rues et sur les places de la ville, élevant des barricades et s'opposant aux forces de l'ordre au cri de « Via da Valona! » (« Partez de Valone ! »).

### Extension

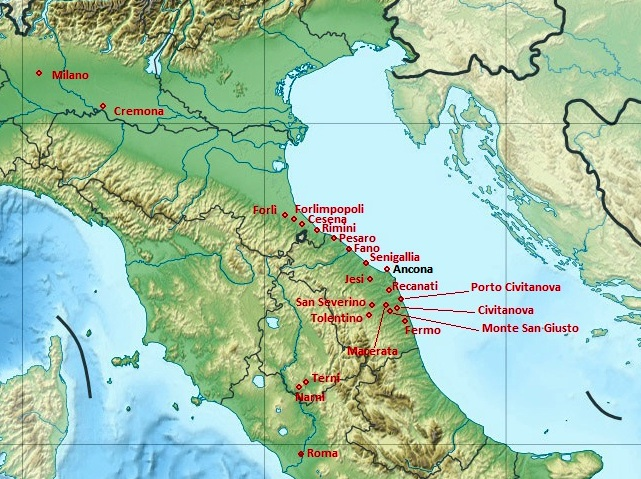
Extension de la révolte d'Ancône aux autres villes italiennes (26-29 juin 1920)

De violents affrontements se succèdent durant plusieurs jours et s'étendent d'Ancône (où l'on compte des dizaines de blessés et plus de vingt morts) aux communes limitrophes (Santa Maria Nova, Montesicuro, Aguliano, Polverigi, Chiaravalle) et aux autres villes des Marches (Pesaro, Fano, Senigallia, Jesi, Macerata, Tolentino, San Severino, Civitanova, Porto Civitanova - où un manifestant est tué -, Monte San Giusto, Recanati, Fermo),, de la Romagne (Rimini, Forlimpopoli, Forlì et Cesena), et de l'Ombrie (Terni et Narni). Dans tous ces centres des grèves sont proclamées et des manifestations de masse organisées pour soutenir le refus des bersagliers de partir pour l'Albanie et pour obtenir le rapatriement des soldats déjà partis. Pour stopper les forces de l'ordre que le Gouvernement envoie à Ancône, les lignes ferroviaires sont également bloquées.
À Milan est proclamée une grève de solidarité avec la révolte d'Ancône et un cortège rejoint la caserne Mameli pour manifester l'opposition au départ d'autres troupes pour l'Albanie. Des décisions similaires sont prises à Crémone. À Rome la grève générale illimitée et proclamée, à peine deux jours après le début du soulèvement, malgré l'avis contraire de la confédération du travail et du Parti socialiste italien qui ne se reconnaissent pas dans ces mouvements qui ont éclaté spontanément.
À Pesaro les manifestations se déroulent près de la gare (ou un convoi d'armement est stoppé) et en face de la caserne Cialdini, pour pousser les soldats à agir comme les bersagliers d'Ancône. De crainte de voir la caserne envahie, subissant le sort de celle d'Ancône, et alors que la place est noire de monde, des tirs à la mitraillette partent de la caserne de Pesaro contre les manifestants, provocant la mort d'un habitant de Montelabbate et plusieurs blessés. Les manifestants, pour protester contre le meurtre, incendient l'habitation du commandant et occupent la poudrerie.
Gabriele D'Annunzio s'adresse directement aux bersagliers d'Ancône, dans un document exprimant sa totale incompréhension pour leur révolte. Il écrit : 

« E si dice che voi vi siate ammutinati per non imbarcarvi, per non andare a penare, per non andare a lottare. [...] Si dice che voi, Bersaglieri dalle piume riarse al fuoco delle più belle battaglie vi rifiutate di rientrare nella battaglia, mentre l'onore d'Italia è calpestato da un branco di straccioni sobillati e prezzolati. È vero? Non può essere vero. »

— Gabriele D'Annunzio, Ai Bersaglieri di Ancona, « l'Ordine », 29 giugno 1920,
 Antonio Gramsci dit au contraire : « La parola d'ordine per il controllo dell'attività governativa ha portato agli scioperi ferroviari, ha portato all'insurrezione di Ancona, ». Benito Mussolini, lui, attaque le parti socialiste, l'accusant d'« avoir coupé les ailes »  (« aver tarpato le ali ») à la vocation de l'Italie en Adriatique « en faisant le jeu des slaves » (« facendo il gioco degli slavi ».

### Intervention du gouvernement

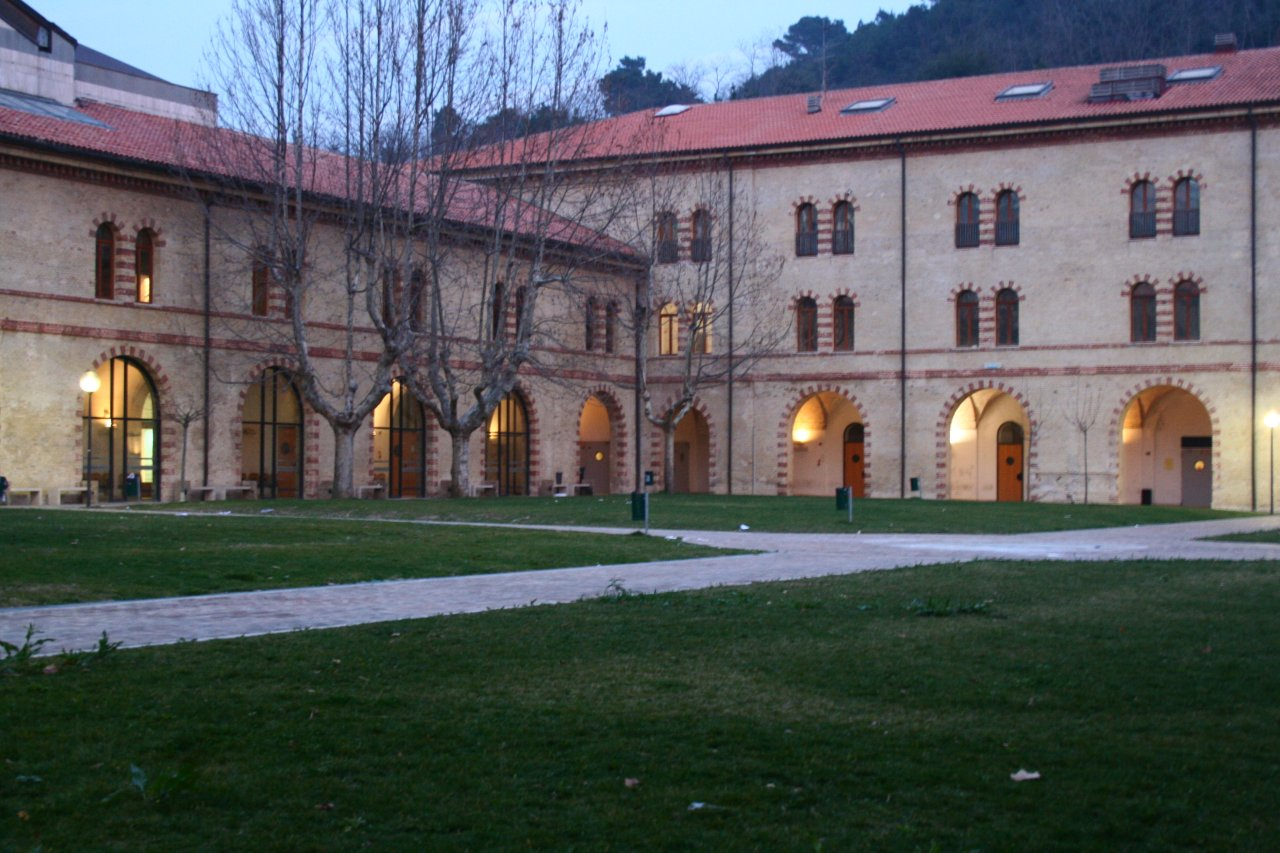
Intérieur de la caserne Villarey

Le jour même (26 juin) à midi, un officier réussit à reprendre le contrôle de la caserne Villarey, s'emparant de la mitrailleuse qui était postée devant le portail. Ancône cependant est totalement soulevée tout comme les autres villes italiennes qui adhèrent à la révolte.
Le gouvernement et le roi décident alors ensemble d'envoyer de Rome à Ancône la garde royale (it) pour étouffer la révolte, les troupes stationnées en ville ayant manifesté des signes de fraternisation avec les insurgés. L'appel à la grève générale est lancé par les cheminots dans le but d'empêcher la garde de rejoindre Ancône. Recourant à la réquisition, le gouvernement réussit cependant à envoyer un train vers le siège de la révolte mais, arrivé à la périphérie de la ville, il est la cible des révoltés qui tuent plusieurs gardes en tirant à travers les vitres du train.
À la suite de ces faits graves, le gouvernement ordonne de tirer sur le centre-ville avec les canons de la citadelle et de bombarder la cité à partir de cinq destroyers envoyés pour mettre fin au soulèvement. le 28 juin, la révolte est désormais complètement soumise, soit par les bombardements, soit par l'amélioration de l'armement des forces de l'ordre et par les renforts considérables qu'elles reçoivent des localités voisines.
La révolte des Bersagliers est l'un des derniers épisodes lors desquels le prolétariat a fait entendre sa voix, à peine deux ans avant la Marche sur Rome. Les procès qui suivent, malgré la gravité des accusations, reçoivent des sentences étonnamment clémentes, en dehors de celle prononcée à l'égard de Casagrande dit Malatesta, qui est condamné à six ans de réclusion militaire. Pour ne pas exacerber le climat explosif du moment, et par crainte du déclenchement de nouvelles révoltes, est adoptée la formule du « reato di folla » (« délit de foule »), non imputable aux individus. Parmi les bersagliers, peu sont condamnés, de huit mois à cinq ans de prison.

## Conséquences
La révolte prouve au gouvernement Giolitti que le pays ne soutient pas l'occupation de l'Albanie. Le 2 août 1920, le gouvernement Giolitti et le gouvernement provisoire albanais signent un accord, le « protocole de Tirana », par lequel est reconnue l'intégrité territoriale de l'Albanie et le rapatriement des troupes en Italie décidé. L'Italie ne conserverait que l'îlot de Saseno. Le texte du pacte dit : « L'Italia si impegna a riconoscere e difendere l'autonomia dell'Albania e si dispone senz'altro, conservando soltanto Saseno, ad abbandonare Valona ».

## Personnalités impliquées
Monaldo Casagrande, dit Malatesta, dirige la révolte à l'intérieur de la caserne. Parmi les révoltés qui prennent contact avec les bersagliers, Antonio Cieri, à la tête du mouvement anarchiste d'Ancône et employé aux Chemins de fer dans cette ville, dont la présence n'est juridiquement pas démontrée, est tout simplement transféré aux Chemins de fer de Parme. Selon les témoignages recueillis, il apparaît clairement que la révolte est déclenchée par un groupe de militaires anarchistes présents à l'intérieur du régiment qui réussissent à impliquer la majeure partie des soltats grâce à l'esprit de corps qui caractérise les bersagliers.
Parmi les insurgés, se trouvent aussi Albano Corneli (it), alors socialiste et ami d'Antonio Gramsci, qui affirme la nécessité de l'entrée des équipes d'autodéfense communistes dans le Fronte Unito degli Arditi del Popolo, Guido Molinelli (it), Mario Alberto Zingaretti (it), Angelo Sorgoni, Aristodemo Maniera qui entrent dans la résistance durant la Seconde Guerre mondiale.
Dans la suite immédiate des événements, Ancône est encore une zone d'affrontements extrêmement durs entre squadristes d'une part et anarchistes, républicains, socialistes, communistes et légionnaires ou ex-légionnaires de Fiume

## Chant de révolte de bersagliers
Raffaele Mario Offidani, connu par la suite sous le pseudonyme de Spartacus Picenus, écrit les paroles d'un chant qui devient l'hymne de la révolte des bersagliers. Il se chante sur l'air de Santa Lucia luntana (it), une chanson de 1919, avec quelques changements. Après l'attaque de la Grèce par l'Italie en octobre 1940 le texte est réadapté et à nouveau en vogue. Le texte ci-dessous est le plus proche du texte originel qui a connu nombre de variantes,.
| Soldato proletario che parti per Valona non ti scordar del popolo d'Ancona che volle col suo sangue la tua liberazione sol con la ribellione sorge radiosa la libertà. Andiamo via senza indugiar dal sol dell'Albania lasciamo la malaria, il massacro e la fame a morte il governo infame che in questo inferno ci trascinò. Soldato proletario che mamma tua lasciavi e schiavo andavi a trucidar gli schiavi no, non è là il nemico, tra i bei monti e i mari, lungi non lo cercare il tuo feroce tiranno è qui! Andiamo via senza indugiar dal sol dell'Albania lasciamo la malaria, il massacro e la fame a morte il governo infame che in questo inferno ci trascinò. | Soldat prolétaire qui pars pour Valone N'oublie pas le peuple d'Ancône Qui veut avec son sang ta libération Seule avec la rébellion surgit radieuse la liberté. Partons sans retard du sol de l'Albanie Laissons la malaria, le massacre et la faim À mort le gouvernement infâme qui dans cet enfer nous conduisit. Soldat prolétaire tu laissais ta mère Et esclave tu allais tuer des esclaves Non, l'ennemi n'est pas là-bas, à travers les monts et les mers, Ne le cherche pas au loin ton féroce tyran est ici ! Partons sans retard du sol de l'Albanie Laissons la malaria, le massacre et la faim À mort le gouvernement infâme qui dans cet enfer nous conduisit. |